# Rudolf Jung
Rudolf Alexander Jung (Laasphe, Westfalia, 1907 - Berlín, 1973) fue un escritor y traductor alemán. Como redactor de la sección en inglés de la revista Der Kreis–Le Cercle–The Circle, Jung era conocido con el seudónimo Rudolf Burkhardt y considerado una figura central dentro del periodismo para homosexuales en las décadas de 1950 y 1960.

## Vida
Las informaciones existentes sobre la vida de Jung durante la época de colaboración con Der Kreis-Le Cercle-The Circle son en parte inexactas y en parte contradictorias. Pasó su juventud en Gießen, donde, a principios de la década de 1920, acabó su aprendizaje de librero con éxito. Seguidamente trabajó hasta 1927 para la editorial Eugen Diederichs en Jena y más tarde hasta 1942 en diferentes librerías en Fráncfort del Meno, Darmstadt, Múnich, Bremen y Berlín. Según otras fuentes, estudió Filosofía y trabajó de maestro. De 1942 a 1945 fue soldado; en el último año de la Guerra fue hecho prisionero por los soldados americanos y fue trasladado a los Estados Unidos, donde –según sus propias palabras– trabajó tras el fin de la Guerra en el revelado de películas en Hollywood. Tras su vuelta a Alemania, trabajó como traductor para el gobierno militar estadounidense de Bremen y más tarde como maestro en la Zona de ocupación soviética. En la República Democrática Alemana parece que fue denunciado por el artículo 175 del código penal, el que condenaba actos homosexuales. Jung, que ya había sido perseguido por homosexualidad durante el gobierno nazi, consiguió librarse de la condena huyendo a Inglaterra. De 1950 a 1955 fue lector del departamento de alemán de la Universidad de Bristol. A pesar de que Jung, según su propio relato, ya había escrito durante la República de Weimar para revistas y panfletos para homosexuales, es muy probable que el comienzo real de su trabajo como periodista comenzase durante su estancia en Inglaterra.
Como colaborador (desde 1951) de la revista Der Kreis editada en Zúrich, Jung trabó amistad con el editor de la revista, el actor Karl Meier. Este contactos hizo posible que se trasladase en 1955 a Suiza, donde se convirtió en el secretario de Meier y su más estrecho colaborador. En esa posición, Jung fue el único colaborador de Der Kreis, a excepción del propio Meier, hasta 1967, cobrando un sueldo modesto. Bajo el seudónimo Rudolf Burkhardt fue responsable de la redacción de la nueva sección en inglés. Entre sus responsabilidades estaba además la corrección de la sección en alemán y la correspondencia con los muchos abonados de todo el mundo. Su capacidad como traductor y lector, que se basaban en sus excelentes conocimientos de la lengua inglesa y de la literatura y la cultura estadounidense, contribuyeron enormemente al gran nivel literaria de la revista. Consiguió para Der Kreis innumerables colaboradores productivos, entre otros, los norteamericanos  James Fugaté y Samuel M. Steward, cuya obra llegó a ser conocida entre los lectores de habla alemana de la revista a través de traducciones de Jung. Además, escribió tanto bajo el seudónimo de Rudolf Burkhardt, como otros (p.ej. R. Young, Christian Graf, Ernst Ohlmann y Coc-Jo) innumerables historias cortas, poemas, ensayos y críticas literarias para Der Kreis, que en parte fueron reimpresas por folletos en Alemania. Algunos de sus largos ensayos y traducciones fueron editados por Der Kreis en formato de libro, en ediciones extraordinarias, como por ejemplo su comentario sobre el revuelo formado tras la edición del Informe Wolfenden, en el que el Gobierno británico recomendaba la legalización de la homosexualidad consentida entre adultos.
Además de su trabajo para Der Kreis, que desapareció en 1967 a causa de al disminución de sus abonados, Jung trabajó hasta 1968 en una librería de Zúrich. Luego, hasta su jubilación en 1972, para la biblioteca de la Escuela Politécnica Federal de Zúrich. En 1966 había conseguido la ciudadanía suiza, pero mantuvo hasta su muerte una vivienda en Berlín, en la que vivía con su hijo adoptivo. Tras la desaparición de Der Kreis, Jung escribió alguna vez para la prensa gay alemana y suiza y parece que tuvo proyectos para una nueva revista. Otros planes literarios también fracasaron: para su traducción al alemán de la novela Quatrefoil (1950) de James Fugaté, editada bajo el seudónimo James Barr, hoy un clásico de la literatura gay norteamericana, no consiguió ningún editor.

## Obra
- Rudolf Burkhardt (alias de Rudolf Jung): Der Sturm bricht los. Der Streit um den Wolfenden Report in England. Ein Report über einen Report. Kommentare und Übersetzungen, Zúrich 1957 (Editorial Der Kreis).

Varios textos literarios editados por Jung bajo el seudónimo de Christian Graf, están incluidos en la antología de Hohmann y Lifka mencionada en la bibliografía.